# Юн Док Ё
Юн Док Ё (кор. 윤덕여; род. 25 марта 1961, Республика Корея) — южнокорейский футболист, играл на позиции защитника. По завершении игровой карьеры — футбольный тренер.
Выступал за клуб «Ульсан Хёндэ», а также национальную сборную Южной Кореи.

## Клубная карьера
Во взрослом футболе дебютировал в 1984 году выступлениями за команду клуба «Ханил Банк», в котором провел два сезона, приняв участие в 45 матчах чемпионата. Большинство времени, проведенного в его составе, был основным игроком защиты команды.
Своей игрой за эту команду привлек внимание представителей тренерского штаба клуба «Ульсан Хёндэ», к составу которого присоединился в 1986 году. Сыграл за команду из Ульсана следующие шесть сезонов своей игровой карьеры.
Завершил профессиональную игровую карьеру в клубе «Пхохан Стилерс», за команду которого выступал в течение 1992 года.

## Выступления за сборную
В 1989 году дебютировал в официальных матчах в составе национальной сборной Южной Кореи. В течение карьеры в национальной команде, которая длилась всего 3 года, провел в форме главной команды страны 31 матч.
В составе сборной был участником чемпионата мира 1990 года в Италии, на котором принял участие в двух заключительных матчах группового этапа, во втором из которых был удалён с поля.

## Тренерская работа
В 1993 году начал тренерскую работу. Сначала работал со школьной командой, впоследствии входил в тренерские штабы ряда профессиональных южнокорейских футбольных клубов. С 2013 года работает главным тренером женской сборной страны.